# Санников, Анатолий Александрович
Анатолий Александрович Санников (бел. Анатоль Аляксандравіч Саннікаў; род. 14 февраля 2004, Полоцк, Витебская область) — белорусский футболист, защитник борисовского БАТЭ. Выступает на правах аренды в клубе «Нафтан».

## Карьера

### БАТЭ

#### Аренда в «Нафтан»
Воспитанник футбольной академии борисовского БАТЭ. В начале 2021 года футболист стал выступать за дублирующий состав клуба. В марте 2023 года футболист присоединился к новополоцкому «Нафтану» на правах арендного соглашения до конца сезона. В клубе футболист стал выступать за дублирующий состав. За основную команду дебютировал 7 июля 2023 года в матче против гродненского «Немана», выйдя на поле в стартовом составе. Первым результативным действием за клуб футболист отличился 28 октября 2023 года в матче против мозырской «Славии», отдав голевую передачу. Дебютный гол за клуб забил 4 ноября 2023 года в матче против «Слуцка». По итогу сезона футболист вместе с клубом смог сохранить прописку в Высшей лиге. По окончании срока арендного соглашения футболист покинул новополоцкий клуб.
В январе 2024 года футболист стал готовиться к сезону с основной командой борисовского БАТЭ. В феврале 2024 года новополоцкий «Нафтан» подписал с футболистом новое арендное соглашение, рассчитанное до конца сезона. Первый матч в новом сезоне за новополоцкий клуб футболист сыграл 20 апреля 2024 года против «Минска», выйдя на замену на 81 минуте.